# Christoph Böck

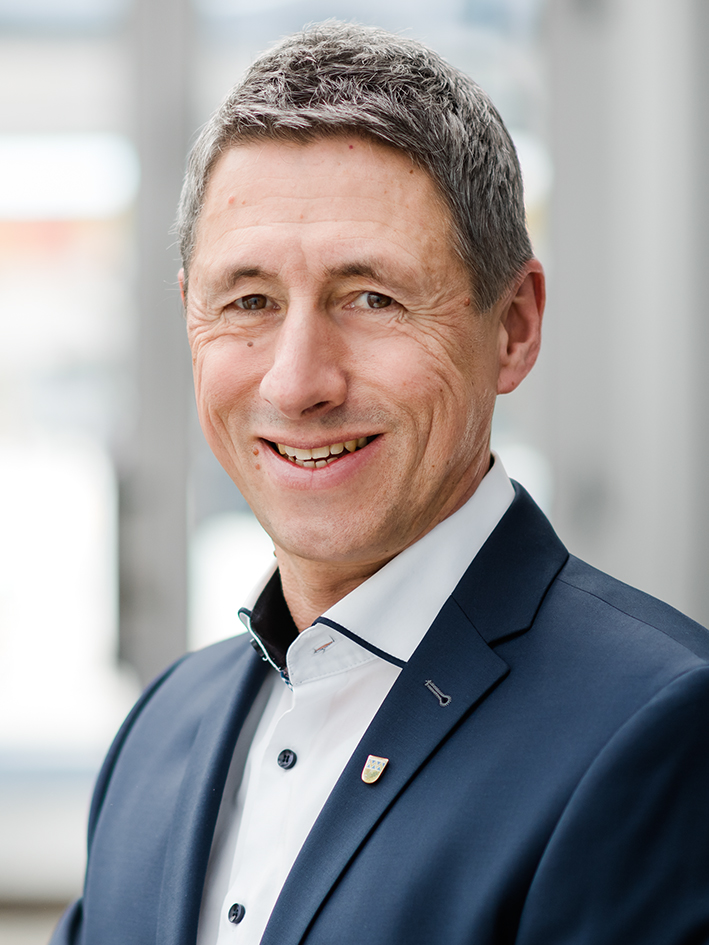
Christoph Böck (2021)

Christoph Böck (* 29. November 1966 in München) ist ein deutscher Kommunalpolitiker der SPD. Er ist seit dem 24. April 2013 Erster Bürgermeister der bayerischen Stadt Unterschleißheim.

## Werdegang
Böck zog 2000 in den Stadtrat von Unterschleißheim ein. Ab 2002 war er Vorsitzender der SPD-Fraktion. 2008 wurde er zum Dritten Bürgermeister der Stadt gewählt. Im März 2013 setzte er sich bei der Bürgermeisterwahl in der Stichwahl deutlich gegen die CSU-Kandidatin Brigitte Weinzierl durch. Sein Amt trat er am 24. April 2013 an. Am 29. März 2020 wurde Böck in der Stichwahl gegen Stefan Krimmer (CSU) für weitere sechs Jahre wiedergewählt.